# 2K Czech
2K Czech — чеська компанія, що спеціалізується на розробці відеоігор, розташована в місті Брно, Чехія.

## Історія
Компанію заснував Петро Вохозка (чеськ. Petr Vochozka), при вкладенні інвестицій Cash Reform Group в 1997 році. Основним напрямком Illusion Softworks є розробка комп'ютерних ігор для  персонального комп'ютера і  ігрових приставок. Станом на листопад 2003 року, штат працівників становить 170 осіб.
Крім гри Mafia: The City of Lost Heaven, та Mafia II, що отримали безліч престижних нагород від різних ігрових ЗМІ, компанія відома також тактичними шутерами «Hidden & Dangerous» (дія гри відбувається за часів  Другої світової війни) і «Vietcong» (головною темою якого стала Війна у В'єтнамі).
Компанією було розроблено декілька ігрових рушіїв для внутрішнього використання — Ptero-Engine, LS3D engine і Illusion Engine, на якому побудована гра Mafia II.
У січні  2008 року компанія була придбана Take-Two Interactive і перейменована в 2K Czech, в тому ж році відбулося об'єднання з Pterodon.

## Розроблені відеоігри
- Hidden & Dangerous (1999) (PC, Dreamcast, PlayStation)
- Hidden & Dangerous: Fight for Freedom (1999) (PC)
- Flying Heroes (2000) (PC)
- Mafia: The City of Lost Heaven (2002) (PC, PS2, Xbox)
- Vietcong (2003) (PC)
- Hidden & Dangerous 2 (2003) (PC)
- Vietcong: Fist Alpha (2004) (PC)
- Hidden & Dangerous 2: Sabre Squadron (2004) (PC)
- Vietcong: Purple Haze (2004) (PC, PS2, Xbox)
- Vietcong 2 (2005) (PC)
- Wings of War (2004) (PC, Xbox)
- Chameleon (video game) (2005) (PC)
- Circus Empire (2007) (PC)
- Mafia II (2010) (PC, PS3, Xbox 360)

## Скасовані проєкти
- Enemy in Sight – військовий шутер від першої особи[2].
- Hi-tech – футуристичний науково-фантастичний шутер від третьої особи, головним дизайнером якої був Даніель Вавра. Розроблення було зупинено через незацікавленість інвесторів.[2]
- Moscow Rhapsody – шутер від першої особи, вартість на створення якого складала 129 мільйонів крон. Уперше інформація про проєкт з'явилася 2006 року, проте 2009-го розроблення відеогри було остаточно зупинено за невідомих обставин.[2][3]